# Castel Viscardo
Castel Viscardo là một đô thị ở tỉnh Terni trong vùng Umbria,
Đô thị này tọa lạc cách 60 km về phía đông nam của Perugia và khoảng 35 km về phía đông bắc của Terni. Tại thời điểm ngày 31 tháng 12 năm 2004, đô thị này có dân số 3.070 người và diện tích là 26,2 km².

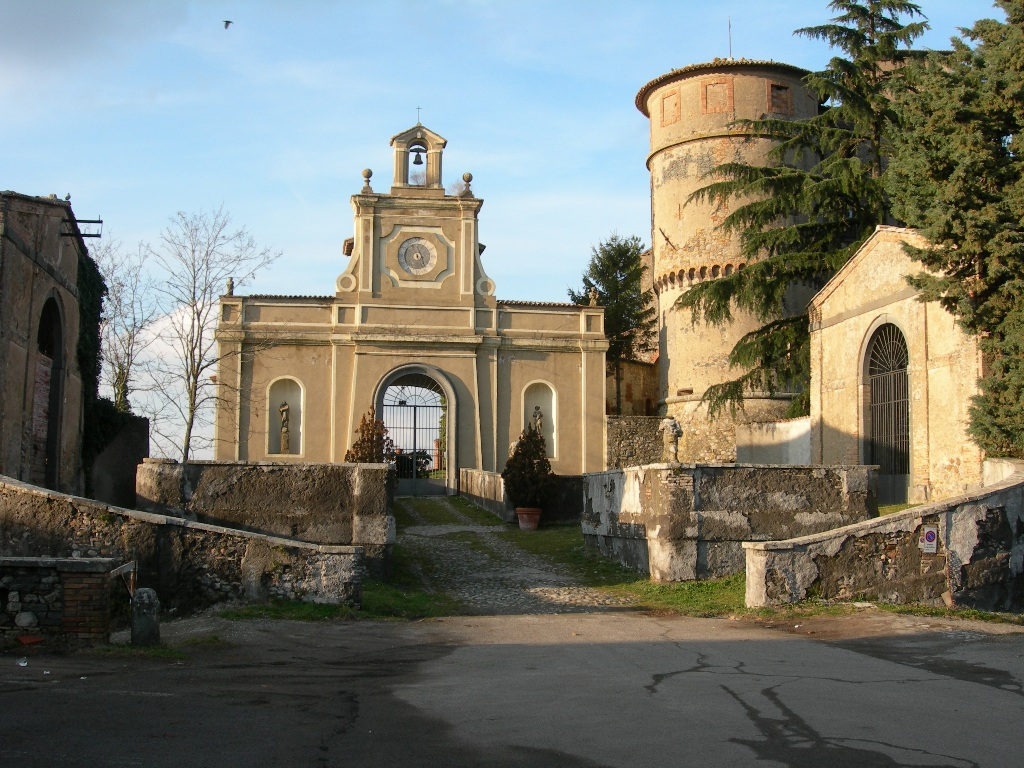
Castello di Madonna

Castel Viscardo giáp các đô thị: Acquapendente, Allerona, Castel Giorgio, Orvieto.